# Rosenskära
Rosenskära (Cosmos bipinnatus) är en art i familjen korgblommiga växter från sydvästra USA och Mexiko. 

## Egenskaper
Rosenskära är en ettårig, upp till meterhög korgblommig ört med finflikiga blad och stora blomkorgar med breda, lila kantblommor och gula diskblommor. Den blommar under sensommaren och hösten och odlas som sommarblomma i Sverige.
Rosenskära är mycket omtyckt av bin och fjärilar och kan därför användas för att locka dessa till din trädgård. Den är mer eller mindre immun mot angrepp från de flesta sjukdomar och skadedjur, men är omtyckt av sniglar som gärna äter de späda bladen. 

## Synonymer
Cosmea bipinnata Willd.
Cosmos bipinnatus var. albiflorus Sprenger
Cosmos bipinnatus var. exaristatus de Candolle
Cosmos bipinnatus var. typicus Sherff